# Ususău
Ususău é uma comuna romena localizada no distrito de Arad, na região histórica da Transilvânia. A comuna possui uma área de 135.43 km² e sua população era de 1340 habitantes segundo o censo de 2007.